# Philco (equipo ciclista)
El equipo Philco fue un equipo ciclista italiano, de ciclismo en ruta que compitió entre 1960 y 1962. Estaba dirigido por el exciclista Fiorenzo Magni.

## Principales resultados
- Giro de Lombardía: Emile Daems (1960)
- Giro de los Apeninos: Emile Daems (1960)
- Giro de la Provincia de Reggio de Calabria: Guido Carlesi (1960)
- Premio Nacional de Clausura: Emile Daems (1960)
- Giro del Piamonte: Alfredo Sabbadin (1960)
- Gran Premio de la Industria y el Comercio de Prato: Alfredo Sabbadin (1960)
- Giro de Cerdeña: Emile Daems (1961)
- Coppa Bernocchi: Arturo Sabbadin (1961)
- Giro del Ticino: Emile Daems (1961, 1962)
- Giro de Toscana: Guido Carlesi (1962)
- Milán-San Remo: Emile Daems (1962)
- Giro di Campania: Silvano Ciampi (1962)

### En las grandes vueltas
- Giro de Italia
  - 3 participaciones (1960, 1961, 1962)
  - 7 victorias de etapa:
    - 2 el 1960: Emile Daems (2)
    - 2 el 1961: Silvano Ciampi
    - 3 el 1962: Guido Carlesi (2), Vittorio Adorne

  - 0 clasificación finales:
  - 0 clasificación secundaria:

- Tour de Francia
  - 1 participación (1962)
  - 3 victorias de etapa:
    - 3 el 1962: Emile Daems (3)

- Vuelta a España
  - 0 participaciones